# 26 Aquilae
f Aquilae
Désignations
26 Aquilae (en abrégé 26 Aql) est une étoile binaire de la constellation équatoriale de l'Aigle. Elle porte également la désignation de Bayer de f Aquilae, 26 Aquilae étant quant à elle sa désignation de Flamsteed. Sa magnitude apparente est de 5,00, ce qui la rend visible à l'œil nu. Le système présente une parallaxe annuelle de 21,15 ± 0,39 mas telle que mesurée par le satellite Hipparcos, ce qui permet d'en déduire qu'il est distant de 154 ± 3 a.l. (∼ 47,2 pc) de la Terre. Il se rapproche du système solaire à une vitesse radiale héliocentrique de −17 km/s.
26 Aquilae est une binaire spectroscopique à raies simples, ce qui signifie que la présence d'un compagnon en orbite est révélée par le déplacement des raies spectrales du spectre de l'étoile primaire par effet Doppler. Les deux étoiles orbitent l'une autour de l'autre avec une période de 266,5 jours selon une excentricité importante de 0,833. On ne sait que peu de choses sur ce compagnon, si ce n'est que sa masse peut être estimée à 140 % la masse du Soleil.
La composante visible, désignée 26 Aquilae Aa, est une étoile jaune de type spectral G8 III-IV. La classe de luminosité « III-IV » indique que son spectre présente des traits intermédiaires entre celui d'une étoile sous-géante et d'une étoile géante plus évoluée. Sa masse est 3,2 fois supérieure à la masse du Soleil et son rayon est six fois plus grand que le rayon solaire. L'étoile émet 21 fois plus de lumière que le Soleil et sa température de surface est de 4 940 K.